# Football League 1888-89
La Football League 1888-89 és la temporada inaugural del primer campionat nacional de lliga de la història del futbol. La competició, creada per clubs de futbol, és una competició entre clubs professionals exclusivament del centre i nord d'Anglaterra.
El campionat el guanya el Preston North End Football Club, que es manté invicte tota la temporada, fins i tot guanyant la FA Cup, conseguint així el primer doblet a la primera oportunitat. Preston hereta per a l'ocasió el sobrenom de "invencible". John Goodall és el màxim golejador del campionat.
Al final del campionat, després d'una votació dins la federació, els clubs implicats en aquesta edició inaugural van afrontar un procés de reelecció per participar en la temporada següent.

## L'organització del campionat

### La creació del campionat
El campionat d'Anglaterra no és la competició de futbol nacional més antiga d'Anglaterra. Aquest títol es destina a la FA Cup iniciada el 1871 amb el nom de Challenge Cup. Durant disset anys, va ser l'única competició oficial i nacional organitzada per la Football Association. Però aquesta competició no aconseguia omplir la temporada de clubs que havien estat oficialment professionals durant dues temporades. La creació del campionat no és iniciativa de la Federació sinó dels clubs que busquen presentar un calendari estable i coherent. Aquest primer campionat és professional i no hi participa cap club del sud del país.
La personalitat en l'origen de la creació del campionat d'Anglaterra és paradoxalment un escocès, William Mc Gregor. És membre del comitè executiu del club de l'Aston Villa FC i, com a tal, es pot enfrontar amb el finançament dels seus jugadors. La professionalitat existeix oficialment des de fa dos anys, i els partits amistosos i els de la FA Cup no són suficients per assegurar el pagament de l'equip creat el 1874. La seva idea és organitzar una competició amb reunions periòdiques sobre el model de la Lliga Nacional de Beisbol iniciada als Estats Units el 1876.
Els partits tenen lloc en dissabte. L'elecció d'aquest dia va ser el resultat d'una llarga reflexió entre els organitzadors. Aquesta elecció també és un reflex de l'organització de la societat anglesa en la revolució industrial. A causa de la importància de la religió a finals del XIX, és impossible jugar diumenge. Aquesta prohibició es recull fins i tot a les primeres normes de futbol publicades per la Football Association. La tria de dissabte es fa per motius socioeconòmics. Com que els treballadors havien de ser a la fàbrica, no podíem organitzar els partits els dies laborables. Només els va quedar el dissabte, perquè aquell dia molts treballadors podien tenir una mica de temps lliure per anar a l'estadi. A Nottingham, per exemple, els treballadors de les indústries tèxtils van obtenir un descans el dissabte a la tarda arran de les lluites socials. A Lancashire, molts treballadors van acabar aquell dia a les 13:00. Els líders de les grans indústries podrien oferir una distracció popular per aprofitar el temps lliure dels seus treballadors.
Els organitzadors van decidir aleshores començar el campionat al setembre. Aquesta elecció és essencialment el resultat de la voluntat de no competir amb el cricket de temporada tradicionalment estiuenca. Molts jugadors de futbol podran encadenar una temporada de campionat de cricket a l'estiu i la temporada de campionat de futbol a l'hivern. El mateix tipus de decisions es va prendre el 1871 pel llançament de la FA Cup. Per tant, aquestes dues competicions compartirien el calendari d'hivern. La compartició de l'any també permet als clubs de futbol jugar els seus partits als terrenys dels clubs de cricket sempre que no tinguin camps específics. És el cas en aquesta primera temporada dels clubs d'Accrington, Derby i Sheffield.

### El futbol i la seva evolució el 1888
El futbol practicat el 1888-1889 és molt diferent al del començament del XXI XXI, però hi ha les bases essencials. La Football Association, la federació que regula aquest esport a Anglaterra ja va provar el seu reglament organitzant des de la FA Cup 1871-72.
L'estil de joc practicat sempre està evolucionant, però a poc a poc s'estan posant en marxa les primeres tàctiques. El primer club a organitzar i estructurar tant el seu joc com el seu equip va ser el Queen's Park Football Club, el primer gran club escocès. El Royal Football Association Association Football Club va constituir el que llavors es va anomenar "joc de combinació". Aquesta tècnica li va permetre escalar quatre vegades a la final de la Copa FA i guanyar-la una vegada el 1875. Però Kick and rush segueix sent un punt essencial en el futur joc anglès.
El 1888 marca l'aparició al màxim nivell d'un nou club innovador, el Preston North End Football Club. Pren la reflexió sobre el joc dels seus il·lustres predecessors i fa un enfocament "científic". El Preston és innovador en la disposició de jugadors al camp i, per tant, en les tasques que s'assignen a cadascun d'ells. Si bé la pràctica habitual era organitzar un equip amb dos defensors, un migcampista i set atacants, inclosos dos creuaments centrals, Preston va optar per combinar atac i defensa mitjançant la configuració d'un esquema tàctic en el 2-3-5. dos defensors, tres migcampistes i cinc atacants. Aquesta formació allibera el migcampista de la seva obligació d'aturar el centre davanter de l'adversari. per tant, el migcampista té un paper important tant en defensa com en atac.
El paper del porter també evoluciona per a aquesta primera temporada del campionat. El 1888, se'l permetia agafar la pilota amb les mans i superant el límit previ de dues passes a la seva pròpia meitat del camp. Aquest desenvolupament fa possible limitar la seva influència en les fases d'atac. Aquesta norma també explica per què s'autoritza carregar el porter a l'espatlla, tant si ha agafat la pilota com si no. De vegades, aquestes càrregues físiques poden resultar molt violentes i encara no existeixen substitucions en cas de lesions.

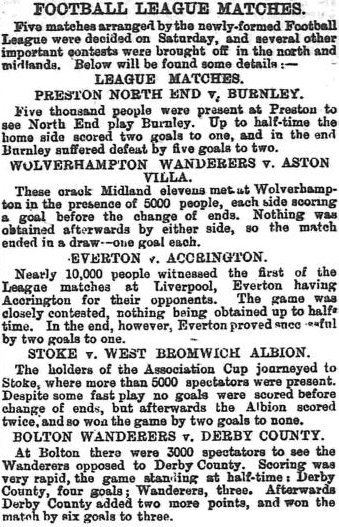
Informe del primer dia del Campionat Britànic de futbol 1888-1889 - 8 de setembre de 1888 - publicat al Sheffield & Rotherham Independent.

La capitania és un assumpte important en el futbol des dels seus orígens. Aquesta importància té l'arrel en l'organització de l'esport a l'Anglaterra victoriana. El capità exerceix diversos papers en l'equip. És l'enllaç entre els dirigents i els jugadors, ja que el rol d'entrenador o directiu encara no està establert. També és el canal de transmissió entre els jugadors i l'àrbitre que està situat a la vora del camp, a prop de la línia central. Per tant, els dos capitans són els primers àrbitres, l'àrbitre central decideix els casos en disputa. També és el capità qui gestiona el mig temps reunint al seu voltant l'equip i dona les instruccions per a la resta del partit.
Amb l'èxit del campionat, el nombre de partits oficials va créixer, la Junta Internacional i a la primera línia dels quals la FA, va començar dos anys més tard, el 1891, la primera revisió important de les regles del futbol.

### Inici de la cobertura mediàtica
El coneixement d'aquesta primera temporada del campionat d'Anglaterra es deu als testimonis dels que hi van participar i a la lectura dels informes dels partits a la premsa local i nacional de l'època. La premsa específicament esportiva o totalment dedicada al futbol encara està en la seva infància. El primer diari dedicat al futbol va aparèixer el novembre de 1878. El seu nom és The Goal. Competeix amb un setmanari esportiu, el Athletic News, que es publica des del 1875 a Manchester. Un gran nombre de diaris locals inclouen ràpidament un tríptic reservat al futbol en la seva edició de cap de setmana. La qualitat o fins i tot la fiabilitat dels articles sol deixar que desitjar, però aquesta falta de qualitat no s'ha de posar completament a l'esquena dels periodistes. El futbol no estava organitzat per fer llegibles els partits. Els equips porten equips idèntics per a tots els jugadors del mateix equip i els jerseis encara no tenen un número a la part posterior. És difícil, per tant, identificar els jugadors, sobretot quan els gols arriben després d'una jugada embolicada davant la porteria. La premsa tampoc té accés als vestidors i, per tant, als jugadors, cosa que hauria facilitat la verificació dels fets.

## Els clubs de l'edició 1888-1889

### Llista i ubicació dels clubs participants
Tots els clubs que participen a la primera temporada del campionat provenen del nord del país. Aquesta ubicació específica s'explica per la professionalització del futbol. El campionat pel fet de ser professionals exclou, de fet, els clubs de la zona sud de país que els va negar la professionalització.
Els clubs s'organitzen al voltant de dos centres urbans, amb una banda un grup al voltant de Birmingham i un altre al voltant de Lancashire. Aquesta distribució és també la dels grans industrials britànics que van fundar els primers equips professionals.
| Club                                  | Fundació | Població       | Estadi                      | Capacitat | Mitjans d'aforament · |
| ------------------------------------- | -------- | -------------- | --------------------------- | --------- | --------------------- |
| Accrington Football Club              | 1876     | Accrington     | Thorneyholme Road           | -         | 3.610                 |
| Aston Villa Football Club             | 1874     | Birmingham     | Wellington Road             | -         | 4.555                 |
| Blackburn Rovers Football Club        | 1874     | Blackburn      | Leamington Road             | -         | 5.505                 |
| Bolton Wanderers Football Club        | 1874     | Bolton         | Pikes lane                  | -         | 5.305                 |
| Burnley Football Club                 | 1881     | Burnley        | Turf Moor                   | 12.000    | 4.200                 |
| Derby County Football Club            | 1884     | Derby          | Racecourse Ground           | -         | 3.050                 |
| Everton Football Club                 | 1878     | Liverpool      | Anfield                     | 20.000    | 7.260                 |
| Notts County Football Club            | 1862     | Nottingham     | Trent Bridge Cricket Ground | -         | 4.300                 |
| Preston North End Football Club       | 1881     | Preston        | Deepdale                    | -         | 2.680                 |
| Stoke Football Club                   | 1863     | Stoke-on-Trent | Victoria Ground             | -         | 3.450                 |
| West Bromwich Albion Football Club    | 1879     | West Bromwich  | Stoney Lane                 | -         | 4.275                 |
| Wolverhampton Wanderers Football Club | 1877     | Wolverhampton  | Dudley Road                 | 10.000    | 3.980                 |

### Equipacions dels equips
- Equipacions dels clubs participants en la Football League 1888/89.[7]

| Accrington | Aston Villa | Blackburn | Bolton | Burnley | Derby County |

| Everton FC | Notts County | Preston | Stoke | WBA | Wolves |

### Els estadis
Els clubs que disputen aquesta primera temporada del campionat juguen els seus partits en estadis que per a la majoria ja són força imponents. Anfield, que després és l'estadi de l'Everton, ofereix una capacitat de més de 20.000 seients, Dudley Roard gairebé 10000. Es tracten d'estadis específicament equipats per al futbol o estadis per cricket com a Nottingham o Derby. Aquests estadis es componen generalment de tribunes laterals que ofereixen seients i terraplens de terra darrere de les porteries. Les tribunes d'Anfield ofereixen al voltant de 8.000 seients al començament de la temporada. La seva capacitat total és de 20.000 espectadors. La comoditat dels estadis continua essent bàsica. Pikes Lane, l'estadi de Bolton, per exemple, no estava equipat amb vestidors fins al 1894.
L'assistència mitjana als partits de futbol és molt alta per al campionat. La taula de dalt mostra les xifres. Els seients de l'estadi representen encara una suma respectable per als espectadors. Els preus d'entrada poden anar de siemple a doble, d'1,5 cèntims a Blackburn a 2,5 penics a Wolverhampton. Les tarifes per a seients representen aproximadament el doble d'una localitat de peu.

## Classificació final
| Pos | Equip                      | PJ | PG | PE | PP | GF | GC | GR    | Pts | Classificació o descens               |
| --- | -------------------------- | -- | -- | -- | -- | -- | -- | ----- | --- | ------------------------------------- |
| 1   | Preston North End FC       | 22 | 18 | 4  | 0  | 74 | 15 | 4,933 | 40  | Campió de la Football League i FA Cup |
| 2   | Aston Villa FC             | 22 | 12 | 5  | 5  | 61 | 43 | 1,419 | 29  |                                       |
| 3   | Wolverhampton Wanderers FC | 22 | 12 | 4  | 6  | 51 | 37 | 1,378 | 28  |                                       |
| 4   | Blackburn Rovers FC        | 22 | 10 | 6  | 6  | 66 | 45 | 1,467 | 26  |                                       |
| 5   | Bolton Wanderers FC        | 22 | 10 | 2  | 10 | 63 | 59 | 1,068 | 22  |                                       |
| 6   | West Bromwich Albion FC    | 22 | 10 | 2  | 10 | 40 | 46 | 0,870 | 22  |                                       |
| 7   | Accrington                 | 22 | 6  | 8  | 8  | 48 | 48 | 1,000 | 20  |                                       |
| 8   | Everton FC                 | 22 | 9  | 2  | 11 | 35 | 47 | 0,745 | 20  |                                       |
| 9   | Burnley FC                 | 22 | 7  | 3  | 12 | 42 | 62 | 0,677 | 17  | Reelegit                              |
| 10  | Derby County FC            | 22 | 7  | 2  | 13 | 41 | 61 | 0,672 | 16  | Reelegit                              |
| 11  | Notts County FC            | 22 | 5  | 2  | 15 | 40 | 73 | 0,548 | 12  | Reelegit                              |
| 12  | Stoke                      | 22 | 4  | 4  | 14 | 26 | 51 | 0,510 | 12  | Reelegit                              |

### Els resultats
| Casa \ Fora                | ACC | AST | BLB | BOL | BUR | DER | EVE | NTC | PNE | STK | WBA | WOL |
| -------------------------- | --- | --- | --- | --- | --- | --- | --- | --- | --- | --- | --- | --- |
| Accrington                 |     | 1–1 | 0–2 | 2–3 | 5–1 | 6–2 | 3–1 | 1–2 | 0–0 | 2–0 | 2–1 | 4–4 |
| Aston Villa FC             | 4–3 |     | 6–1 | 6–2 | 4–2 | 4–2 | 2–1 | 9–1 | 0–2 | 5–1 | 2–0 | 2–1 |
| Blackburn Rovers FC        | 5–5 | 5–1 |     | 4–4 | 4–2 | 3–0 | 3–0 | 5–2 | 2–2 | 5–2 | 6–2 | 2–2 |
| Bolton Wanderers FC        | 4–1 | 2–3 | 3–2 |     | 3–4 | 3–6 | 6–2 | 7–3 | 2–5 | 2–1 | 1–2 | 2–1 |
| Burnley FC                 | 2–2 | 4–0 | 1–7 | 4–1 |     | 1–0 | 2–2 | 1–0 | 2–2 | 2–1 | 2–0 | 0–4 |
| Derby County FC            | 1–1 | 5–2 | 0–2 | 2–3 | 1–0 |     | 2–4 | 3–2 | 2–3 | 2–1 | 1–2 | 3–0 |
| Everton FC                 | 2–1 | 2–0 | 3–1 | 2–1 | 3–2 | 6–2 |     | 2–1 | 0–2 | 2–1 | 0–1 | 1–2 |
| Notts County FC            | 3–3 | 2–4 | 3–3 | 0–4 | 6–1 | 3–5 | 3–1 |     | 0–7 | 0–3 | 2–1 | 3–0 |
| Preston North End FC       | 2–0 | 1–1 | 1–0 | 3–1 | 5–2 | 5–0 | 3–0 | 4–1 |     | 7–0 | 3–0 | 5–2 |
| Stoke                      | 2–4 | 1–1 | 2–1 | 2–2 | 4–3 | 1–1 | 0–0 | 3–0 | 0–3 |     | 0–2 | 0–1 |
| West Bromwich Albion FC    | 2–2 | 3–3 | 2–1 | 1–5 | 4–3 | 5–0 | 4–1 | 4–2 | 0–5 | 2–0 |     | 1–3 |
| Wolverhampton Wanderers FC | 4–0 | 1–1 | 2–2 | 3–2 | 4–1 | 4–1 | 5–0 | 2–1 | 0–4 | 4–1 | 2–1 |     |

### Promoció i descens
Les regles del campionat preveuen que els quatre equips classificats en els darrers quatre llocs vegessin la seva participació a la temporada 1889-1890 posada a votació. Durant la reunió general anual, s'organitza una votació entre aquests quatre equips i els candidats a l'adhesió al campionat. Després de la consulta, Stoke City, Burnley, Notts County i Derby County queden al campionat. Cap dels candidats a l'adhesió és seleccionat.
| Club                                 | Vots | Resultat |
| ------------------------------------ | ---- | -------- |
| Stoke Football Club                  | 10   | Reelegit |
| Burnley Football Club                | 9    | Reelegit |
| Derby County Football Club           | 8    | Reelegit |
| Notts County Football Club           | 7    | Reelegit |
| Mitchell St. George’s                | 5    | Rebutjat |
| The Wednesday                        | 4    | Rebutjat |
| Bootle Football Club                 | 2    | Rebutjat |
| Sunderland Association Football Club | 2    | Rebutjat |
| Newton Health                        | 1    | Rebutjat |
| Grimsby Town Football Club           | 0    | Rebutjat |
| Sunderland Albion Football Club      | 0    | Rebutjat |
| South Shore Football Club            | 0    | Rebutjat |

Gairebé tots els clubs rebujats s'uneixen per organitzar una altra competició: la Football Aliance.

### Golejadors
Amb 21 gols en 22 partits, John Goodall, que juga al Preston North End, guanya el títol de màxim golejador del campionat.
| Posició | Nacionalitat | Jugador            | Club                       | Gols | Partits | Gols/ partit |
| ------- | ------------ | ------------------ | -------------------------- | ---- | ------- | ------------ |
| 1.      | Anglaterra   | John Goodall       | Preston North End FC       | 21   | 21      | 1            |
| 2.      | Escòcia      | James D. Ross      | Preston North End FC       | 18   | 21      | 0,86         |
| 3.      | Anglaterra   | Albert Allen       | Aston Villa FC             | 17   | 21      | 0,81         |
| 4.      | Anglaterra   | John Southworth    | Blackburn Rovers FC        | 16   | 21      | 0,76         |
| 4.      | Anglaterra   | Harry Wood         | Wolverhampton Wanderers FC | 16   | 17      | 0,94         |
| 6.      | Anglaterra   | Thomas Green       | Aston Villa FC             | 14   | 21      | 0,67         |
| 7.      | Escòcia      | James Brogan       | Bolton Wanderers FC        | 13   | 22      | 0,59         |
| 7.      | Anglaterra   | David Weir         | Bolton Wanderers FC        | 13   | 22      | 0,59         |
| 9.      | Anglaterra   | Frederick Dewhurst | Preston North End FC       | 12   | 17      | 0,71         |
| 9.      | Anglaterra   | Herbert L. Fecitt  | Blackburn Rovers FC        | 12   | 17      | 0,71         |
| 9.      | Escòcia      | Alexander Barbour  | Accrington FC              | 12   | 19      | 0,63         |
| 9.      | Escòcia      | Alexander Higgins  | Derby County FC            | 12   | 21      | 0,57         |
| 9.      | Anglaterra   | Thomas Pearson     | West Bromwich Albion FC    | 12   | 22      | 0.55         |

La qüestió del primer gol de la història del campionat ha estat durant molt temps, si no un misteri, almenys un error de valoració. El primer futbolista a obtenir el títol de primer golejador és Gershom Cox de l'Aston Villa. Cox marca un gol en pròpia porta contra el Wolverhampton Wanderers als 30 minuts del partit. Es va atribuir el primer gol amb intenció a Fred Dewhurst, del Preston.
Va ser necessari disseccionar els pocs articles de premsa que descrivien els cinc jocs del primer dia per donar compte d'alguns problemes de cronologia en particular, el temps real d'inici de les diversos partits. El bibliotecari Robert Boylinga recull la cronologia dels partits i destaca que el primer golejador de la història del campionat és el golejador internacional anglès Kenny Davenport el 8 de setembre de 1888 a les 15:47.

### Els "invincibles"

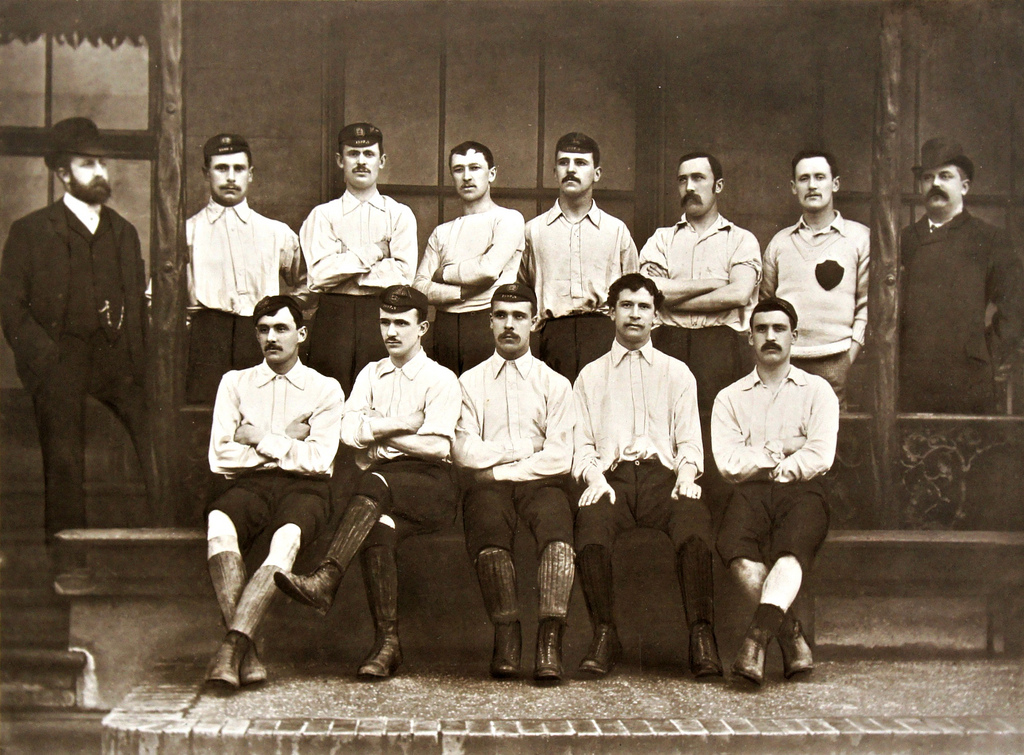
L'equip Preston North End de la temporada 1888-1889.

Partits disputats i gols entre parèntesis.
- Robert Holmes (22)
- John D. Graham (Escòcia) (22)
- Sandy Robertson (Escòcia) (21/3)
- James Donaldson Ross (Escòcia) (21/19)
- John Goodall (22/21)
- James Trainer (Gal·les) (20)
- John B. Gordon (Escòcia) (20/10)
- Robert Henry Howarth (18)
- David Kennedy Russell (Escòcia) (18)
- Fred Dewhurst (16/12)
- Samuel Thomson (Escòcia) (16/3)
- George Drummond (12/1)
- William Graham (5)
- John Edwards (4/3)
- Archibald L. Goodall (2/1)
- Robert Mills-Roberts (2)
- Richard Whittle (1/1)
- Jock Inglis (1/1)